# Chien blanc (film)
Cet article concerne le film. Pour le roman original, voir Chien blanc.
Pour plus de détails, voir Fiche technique et Distribution.
Chien blanc est un film québécois réalisé par Anaïs Barbeau-Lavalette et sorti le 9 novembre 2022 au Canada,,,,.
Il s'agit d'une adaptation du roman Chien blanc de l'écrivain Romain Gary écrit en 1969 et publié en 1970 aux éditions Gallimard. La dernière adaptation du roman au cinéma remonte à 1982 avec le film Dressé pour tuer (White Dog) réalisé par Samuel Fuller.

## Synopsis
En 1968, peu de temps après l’assassinat de Martin Luther King, l’écrivain humaniste Romain Gary et sa femme, l’actrice et militante Jean Seberg, décident d’accueillir un chien abandonné : un chien blanc qui avait été dressé exclusivement pour attaquer les Noirs. L’histoire raconte comment le couple décide de l'accueillir et de le rééduquer.

## Fiche technique
- Titre original : Chien blanc[8],[9],[10],[11].
- Réalisation : Anaïs Barbeau-Lavalette[12],[13],[14]
- Scénario : Valérie Beaugrand-Champagne et Anaïs Barbeau-Lavalette, d'après le roman Chien blanc de Romain Gary
- Musique : Mathieu Charbonneau, Ralph Joseph « Waahli », Christophe Lamarche Ledoux, Maxime Veilleux
- Conception artistique : Emmanuel Fréchette
- Photographie : Jonathan Decoste
- Production : Nicole Robert (Go Films)[15].
- Pays de production :  Canada
- Langue originale : français
- Genre : drame
- Date de sortie :
  - Canada : 9 novembre 2022[16],[17],[18]
  - France : 22 mai 2024

## Distribution
- Denis Ménochet : Romain Gary
- Kacey Rohl : Jean Seberg
- K.C. Collins (en) : Keys
- Peter James Bryant (en) : Red
- Jhaleil Swaby : Ballard Jones
- Chip Chuipka : Jack Carruthers
- Laurence Lemaire : Diego Gary
- Melissa Toussaint : Nicole
- Michaëna Benoit : Jamie
- Pascal Tshilambo : Karim
- Véronique Verhoeven : Celia

## Production
En décembre 2019, la Société de développement des entreprises culturelles (SODEC) annonce sa participation financière dans la réalisation de ce long métrage. 
Le tournage de Chien blanc originellement prévu pour l'été ou l'automne 2020 a été retardé en 2021 en raison de la Covid,,,. 
Il est distribué au Canada par MK2 Mile End et tourné en majeure partie à Montréal. 
Au printemps de 2021, la production reçoit l'accréditation du programme On tourne vert visant à effectuer une transition de pratiques durables et écologiques sur leurs différents plateaux de tournage.